# Ascorhynchus heuresis
Ascorhynchus heuresis är en havsspindelart som beskrevs av Bamber, R.N. 2002. Ascorhynchus heuresis ingår i släktet Ascorhynchus och familjen Ammotheidae. Inga underarter finns listade i Catalogue of Life.